# Задужбина (ТВ серија)
Задужбина (енгл. Foundation) је америчка научнофантастична телевизијска серија темељена на истоименој серији књига Исака Асимовог и продуцента Дејвида Гојера за Apple TV+. Премијера серије је била 24. септембра 2021. године.

## Радња
Задужбина бележи „...хиљадугодишњу сагу о Задужбини, групи прогнаника који откривају да је једини начин да се Галактичко царство спаси од уништења да му се пркоси.”

## Улоге и ликови
- Џаред Харис као Хари Селдон
- Ли Пејс као Брат Дан, цар галаксије
- Лу Лобел као Гал Дорник
- Лија Харви као Салвор Хардин
- Лора Бирн као Ито Демензел
- Касијан Билтон као Брат Дон
- Теренс Ман као Брат Даск
- Алфред Инок as Рејч Селдон